# Невистич, Иван
И́ван Не́вистич (хорв. Ivan Nevistić; род. 31 июля 1998, Джяково, Осиецко-Бараньская жупания) — хорватский футболист, вратарь загребского «Динамо».

## Биография
Родился 31 июля 1998 года в городе Джяково. Воспитанник юношеской команды «Осиек», из которой в июне 2015 года перешел в академию «Риеки». Первый профессиональный контракт с клубом он подписал в июне 2016 года, но за первую команду так и не дебютировал и в следующем году был отдан в аренду в клуб второго дивизиона «Вараждин», в котором провел один сезон, приняв участие в 32 матчах чемпионата, а команда уступила в плей-офф за право выхода в элиту «Истре» и осталась во втором дивизионе.
В июле 2018 года Невистич подписал новый 4-летний контракт с «Риекой», после чего был отдан в аренду в словенскую «Муру». Впрочем, в этой команде Иван был запасным вратарем, сыграв лишь одну игру в кубке страны, за что в начале 2019 года его снова отправили в «Вараждина», где он снова стал основным игроком. На этот раз команда заняла первое место и напрямую вышла в высший дивизион. Там Невистич дебютировал в следующем году, сыграв во всех 36 играх сезона и помог команде сохранить прописку в элите.
Перед сезоном 2020/21 Невистич вернулся в «Риеку», за которую дебютировал 12 сентября 2020 года в матче чемпионата против «Осиека» (0:3).

### Выступления за сборные
Выступал за юношеские сборные Хорватии всех возрастных категорий от U-14 до U-20. В составе юношеской сборной Хорватии (до 17 лет) был участником юношеского чемпионата Европы 2015 года в Болгарии. На турнире был дублером Адирана Шемпера и сыграл лишь в одном матче, последней игре группового этапа против Испании (0:0), которая имела турнирное значение для хорватов, и отстоял ее на ноль, а хорваты дошли до четвертьфинала турнира. Всего на юношеском уровне принял участие в 31 матче.
11 октября 2019 года сыграл свой единственный матч в составе молодежной сборной Хорватии, заменив в перерыве матча против Венгрии (1:4) Адирана Шемпера.